# 迈阿密海滩
迈阿密海滩位于美国佛罗里达州迈阿密-戴德县，是一座占地仅7平方英里的岛屿城市，由一系列天然与人工屏障岛构成，与对岸的迈阿密被比斯坎湾相隔。这座城市是南佛罗里达迈阿密都会区的一部分，它与迈阿密市中心及迈阿密港共同构成迈阿密的商业中心 。根据2020年美国人口普查，迈阿密海滩的居民数量约为82,890人。迈阿密海滩于1915年3月26日正式建制，为了连接日益发展的大迈阿密地区，在比斯坎湾上陆续修建了多座桥梁和堤道。这座城市在大萧条时期经历了一轮扩张，许多小型酒店在如今的装饰艺术区拔地而起，使其成为全球最大的装饰艺术建筑群之一。第二次世界大战期间，美国陆军和海军在此建立了重要的训练中心，进一步推动了城市的繁荣。
迈阿密海滩自20世纪初以来便是美国最著名的旅游度假胜地，迈阿密海滩不仅以壮丽的白色沙滩、湛蓝的海水著称，同时也因其充满活力的文化生活而闻名，尤其是位于迈阿密海滩最南端2.5平方英里区域的南海滩，拥有众多高档俱乐部和酒吧，成为社会名流的热门去处。迈阿密海滩设有44个公共公园、两个公共高尔夫球场、两个网球中心、一条贯穿全城的海滩步道、多座社区游泳池。迈阿密海滩的城市特色与艺术紧密相连，从早期的夜总会到如今南海滩繁荣的现代艺术氛围，吸引了无数游客。迈阿密海滩还拥有世界上最出色的装饰风艺术和迈阿密现代主义建筑群。1979年，迈阿密海滩的装饰艺术历史区被列入国家史迹名录，这是全球规模最大的装饰艺术建筑群，涵盖1923年至1943年间建造的数百座酒店、公寓及其他建筑，建筑风格包括地中海复兴建筑、摩登流線型建築和装饰艺术风格建筑。

## 历史

### 早期的农业开发
迈阿密海滩的早期开发历史可以追溯到19世纪下半叶，当时这片土地仍然是一片荒无人烟的沙洲，被茂密的红树林所覆盖。1870年，亨利·拉姆（Henry Lum）和他的儿子查尔斯·拉姆（Charles Lum）从基韦斯特航行至此，并在岛上露营。随后，他们以每半公顷仅75美分的价格向佛罗里达州政府购买了这片土地。最早在这片海滩上建立的建筑是比斯坎避难所，由美国救援服务机构于1876年建造，地点大约位于今天迈阿密海滩的第72街。该建筑的作用是为在遭遇海难的船员和旅客提供食物、淡水以等待救援人员。然而，随着时间的推移，该建筑逐渐废弃，并最终在1926年迈阿密飓风中被摧毁。
到了1880年代，移居到南佛罗里达的一些先驱者开始尝试在迈阿密海滩种植椰子。1882年，埃尔纳森·菲尔德（Elnathan Field）、以斯拉·奥斯本（Ezra Osborn）和亨利·拉姆联合购买了从基比斯坎到朱庇特约60英里海滨土地，计划建立一个椰子种植园。当时，椰子因其纤维和椰子油而被视为一种具有经济价值的作物。然而，椰子树并非当地原生植物，他们不得不从千里达、尼加拉瓜和古巴进口30多万颗椰子，并雇用来自大西洋城的救生员在淡季期间帮助种植。然而，迈阿密海滩的土地并不适合大规模椰子种植，兔子等野生动物更是严重影响了幼苗的生长。尽管亨利·拉姆尽最大努力试图维持种植园，但经过七年的尝试，他最终放弃了这一计划。亨利·拉姆于1895年去世，他的儿子查尔斯继承了这片土地。
20世纪初，农业投资者约翰·S·柯林斯看中了迈阿密海滩的农业潜力。1907年，他开始种植从迈阿密带来的牛油果和芒果树，同时也种植番茄、马铃薯和香蕉，以获取短期收益。在今天的松树大道（Pinetree Drive）上的松树，实际上是柯林斯用于防止土壤侵蝕而种植。然而，迈阿密海滩与迈阿密之间隔着比斯坎湾，农产品的运输极为不便。农作物成熟后，需要将收成装载到马车上，穿越红树林，再用船运送到迈阿密，以便通过铁路运输至其他市场。这种费时费力的过程促使柯林斯决定开凿一条运河，将他的农场直接连接至比斯坎湾，提高运输效率。

### 旅游及基础设施的建设
20世纪初，迈阿密海滩成为迈阿密居民享受的日光浴的好去处，于是为游客服务的“沐浴赌场”（Bathing Casino）应运而生，成为迈阿密海滩最早的旅游设施之一。尽管这种露天浴场被冠以“赌场”之名，但实际上与赌博毫无关系。第一家沐浴赌场由迪克·史密斯（Dick Smith）于1901年在迈阿密海滩第1街建造，被称为海洋海滩赌场（Ocean Beach Casino）。1909 年，艾弗里·C·史密斯（Avery C. Smith）买下了这个地方，并将其改名为史密斯赌场 （Smith's Casin）。
与此同时，柯林斯家族亦逐渐认识到迈阿密海滩作为度假胜地的潜力。他们联合迈阿密的银行家拉姆斯兄弟（Lummus Brothers）以及印第安纳波利斯的企业家卡尔·G·费舍尔（Carl G. Fisher）展开了土地开发工作。在20世纪初之前，迈阿密海滩仅仅是迈阿密居民短途旅行的目的地，人们需要乘坐渡轮穿越比斯坎湾前往这里。1912年，柯林斯和托马斯·J·潘科斯特（Thomas J. Pancoast）合作，清理土地，建立农场，并修建运河，将他们的牛油果运往市场。他们还成立了迈阿密海滩进步公司（Miami Beach Improvement Company），推动区域发展。
然而，迈阿密海滩的真正开发挑战在于基础设施的建设。由于比斯坎湾的阻隔，交通不便，柯林斯开始修建一座连接迈阿密和迈阿密海滩的木桥。这座长达2.5英里、寬24英尺的木桥在当时是世界上最长的木桥，于1912年7月22日动工。然而，工程进行到一半时，资金告罄，建设被迫停滞。在关键时刻，卡尔·费舍尔出手相助，他为柯林斯提供了资金支持，条件是柯林斯需要用土地交换资金。这笔交易最终促成了迈阿密海滩的首次房地产热潮。1913年6月12日，柯林斯大桥正式通车，耗资超过15万美元，比原先预算超额逾倍。这座桥不仅促进了交通发展，也为迈阿密海滩吸引了更多投资和游客。
为了进一步推广迈阿密海滩，费舍尔组织了一年一度的赛艇比赛，并积极宣传这里为大西洋城式的娱乐天堂和冬季度假胜地。在这一时期，拉姆斯兄弟和艾弗里·史密斯等人创立了海洋海滩房地产公司（Ocean Beach Realty Company），开发南海滩区域（即现今迈阿密海滩第五大道以南）。然而，该公司于1913年陷入财务困境。约翰·拉姆斯只好向费舍尔借款15万美元，而费舍尔当时刚刚以900万美元的价格将佩特来电池公司出售给联合碳化物公司，成为当时最富有的企业家之一。作为交换，拉姆斯将迈阿密海滩北部100英亩的土地转让给费舍尔，使其在迈阿密海滩拥有超过300英亩的土地，并最终成为迈阿密海滩最重要的开发商之一。

### 迈阿密海滩的建制过程
1910年代，迈阿密海滩的开发已逐步走向成熟，主要土地所有者——拉姆斯兄弟、约翰·柯林斯和卡尔·费舍尔——意识到有必要建立该地区的市政建制，以推动其进一步发展。1915年3月26日，这三位开发者在海洋大道与比斯坎街东北角的一座木结构建筑内聚集，并正式宣布迈阿密海滩成为一个镇（town）。当时，迈阿密海滩仅有150名居民，而实际参与投票的注册选民只有33人。约翰·拉姆斯被选为首任镇长，标志着迈阿密海滩政府的正式成立。同年，一座两层楼的镇政厅在柯林斯大道609号落成，为这座新兴城镇的行政管理奠定了基础。
与此同时，迈阿密海滩的旅游业也开始萌芽。1915年冬季，来自纽约的苏格兰裔商人威廉·J·布朗（William J. Brown）开设了迈阿密海滩首家酒店——布朗酒店（Brown's Hotel）。该建筑至今仍然屹立在海洋大道112号，并成为迈阿密海滩的地标之一。艾弗里·史密斯也在这一时期建造了自己的珊瑚石屋，坐落在柯林斯大道900号，这座建筑至今仍然保存完好，并成为游客的热门打卡地。到1910年代中期，迈阿密海滩上已经有三座酒店、两个露天浴场、一个水族馆和一个18洞高尔夫球场，同时，柯林斯、费舍尔、拉姆斯兄弟和潘科斯特等主要开发者都已在岛上建造了自己的豪宅。
随着人口增长与经济繁荣，迈阿密海滩在短短两年后就超出了镇的规模。1917年5月1日，迈阿密海滩正式升级为城市（City of Miami Beach）。此时，第一次世界大战已经结束，美国正在迈向经济繁荣的“咆哮的二十年代”，迈阿密海滩迅速成为美国上流社会的冬季度假胜地。尤其是在卡尔·费舍尔的大力推广下，众多北方的工业巨头、富豪和企业家纷纷前来购买土地，修建度假别墅。迈阿密海滩的发展逐渐形成三大核心区域：拉姆斯兄弟的区域被称为海洋沙滩（Ocean Beach），柯林斯家族的部分仍沿用迈阿密海滩之名，而费舍尔的开发区则被称为奥尔顿海滩（Alton Beach）。

### 1920年代的蓬勃发展
1920年代，迈阿密海滩迎来了高速发展期，基础设施建设不断完善。1925年，木制的柯林斯大桥被拆除，取而代之的是更坚固的威尼斯人堤道，这座堤道由多个可开启的桥段组成，大大改善了迈阿密海滩与迈阿密本土之间的交通。为了满足日益增长的游客需求，迈阿密海滩兴建了一系列豪华酒店，如弗拉明戈酒店（Flamingo Hotel）、弗利特伍德酒店（Fleetwood Hotel）、佛罗里达人酒店（Floridian Hotel）、诺蒂鲁斯酒店（Nautilus Hotel）以及朗尼广场酒店（Roney Plaza Hotel）。这些酒店不仅吸引了众多富豪前来度假，也使得迈阿密海滩的国际知名度迅速提升。
迈阿密海滩的扩张不仅限于地面建筑，还涉及大规模的填海造陆工程。在费舍尔等人的推动下，在比斯坎湾沿岸围堰并抽干海水，以制造新的可用土地。这一工程创造了多个人工岛屿，包括明星岛（Star Island）、棕榈岛（Palm Island）、木槿岛（Hibiscus Island）、日落岛（Sunset Islands）、诺曼底岛（Normandy Isle）以及威尼斯人群岛（Venetian Islands，除了原本的贝拉岛外，其余岛屿均为人工填海造陆所得）。1925年，贝克斯·豪洛弗入海口开通，正式将迈阿密海滩与佛罗里达大陆完全分离，使其成为一座真正的岛屿。
迈阿密海滩的崛起不仅归功于雄心勃勃的开发者，也与铺天盖地的宣传攻势密不可分。1925年，费舍尔聘请了美国公关业奠基者史蒂夫·汉纳根（Steve Hannagan），并设立迈阿密海滩新闻局（Miami Beach News Bureau），通知各大报社的新闻编辑允许“刊登任何你想刊登的有关迈阿密海滩的内容；只要确保写对了我们的名字”。汉纳根运用各种宣传手段，包括向全国媒体发送大量关于迈阿密海滩的新闻稿和照片，尤其是展示穿着泳装美女照片，以吸引公众注意。他甚至在纽约时代广场设立了一块巨型广告牌，上面写着：“迈阿密海滩，像夏天一样度过冬天”（Miami Beach, Where Summer Spends the Winter）以及“迈阿密海滩，一年四季都是六月天”（It's Always June in Miami Beach）。这种大胆而精准的营销策略，使迈阿密海滩成为美国最具魅力的度假胜地之一。

### 1930年代的建筑新风貌
这段繁荣时期最终因1926年迈阿密飓风而遭受重创。这场风暴不仅摧毁了大量建筑，还使迈阿密的房产市场崩溃，直接终结了1920年代佛罗里达地产热潮。1920年代后期，迈阿密海滩的发展开始放缓。1929年，华尔街股市崩盘，随之而来的大萧条席卷全国。依赖旅游业的迈阿密海滩却在经济恢复方面领先于其他城市。虽然迈阿密海滩在经济上受到大萧条的影响较少，但经济下滑极大地影响了前往迈阿密海滩的游客类型。随着富裕游客的减少，迈阿密海滩需要吸引不同类型的游客——中产阶级和工人阶级。由于许多上层阶级在大萧条期间失去了大量资产，中产阶级群体在大萧条期间反而有所增长。这些中产阶级仍然希望像以前一样享受假期，他们只是需要一个更实惠而非奢侈的环境。为了容纳快速增长的游客数量，迈阿密海滩需要更快速和经济的方式建造酒店，这为迈阿密海滩带来了第二次建筑热潮。与1920年代那些为富裕阶层打造的豪华酒店不同，1930年代的新酒店更注重成本控制和现代设计，以迎合中产阶级游客的需求。这些建筑通常规模较小，装饰简约，但外观时尚，迎合了当时人们对现代感和娱乐氛围的追求。
这一时期，迈阿密海滩的建筑速度远超美国其他城市。到1935年，迈阿密海滩的人均建筑比率是华盛顿特区的二十倍。新建的酒店和公寓采用了当时最流行的装饰艺术（Art Deco）风格，为迈阿密海滩塑造了独特的城市风貌。这些建筑不仅弥补了大萧条带来的经济损失，还吸引了来自全国各地的游客。如今，迈阿密装饰艺术区（Miami Art Deco District）是世界上最大的装饰艺术风格建筑群之一，共有960座历史建筑，建造时间主要集中在20世纪30年代至40年代初期。这些建筑风格各异，包括摩登流线型（Streamline）、热带装饰（Tropical Deco）和地中海装饰（Med-Deco）等，使迈阿密海滩成为美国最具视觉辨识度的城市之一。
同时，迈阿密海滩的人口结构也在发生变化，一些在其他度假城市中不受欢迎的族群在迈阿密海滩找到了容身之所，这其中包括大量的犹太人。1930年代的美国社会反犹太主义高涨。虽然犹太居民和游客在一定程度上受到社会限制，例如地产开发商卡尔·费舍尔仅拒绝将房产出售给犹太人，因此他们被迫在第五街以南的南海滩地区，但他们仍然在迈阿密海滩的旅游业和酒店业发挥了重要作用。1930年代末，迈阿密海滩开始逐步解除对犹太人拥有房地产的限制，许多犹太人开始从他人手中购买房产，越来越多的犹太裔商人开始经营酒店，这些酒店的广告甚至出现在《犹太日报》（Jewish Daily Forward）等犹太报刊上，进一步吸引了中产阶级犹太游客前来度假。虽然歧视并未完全消失，但情况正在改善。迈阿密海滩的犹太人口增长迅速，一度占据了全市人口的20%至25%。直到1949年，佛罗里达州立法机构才通过了一项法律，结束了房地产和酒店领域对犹太人的歧视。

### 二战期间的迈阿密海滩
第二次世界大战期间，迈阿密海滩凭借其温暖的气候、平坦的地形和优越的地理位置，成为了美军理想的训练场地，被称为“美国最美的新兵训练营”。1942年至1945年，美国战争部选择迈阿密海滩作为陆军航空队技术训练司令部的训练总部，大量酒店、公寓和市政设施被征用。起初，将度假酒店用于军事训练设施计划曾遭受批评，但战争部副部长罗伯特·P·帕特森用这句话来回应——“美国士兵值得拥有最好的酒店房间”。由于政府实施的汽油配给制，前往佛罗里达的游客大幅减少，酒店和公寓业主们亦十分乐意接受了军方的租务安排。1942年2月，美國陸軍航空軍在迈阿密海滩设立训练学校，迅速发展成为二战期间最大的训练中心之一，超过30万名新兵和准军官曾经驻扎在迈阿密海滩，他们占据了全市300多家酒店和公寓，原本服务游客的豪华酒店变成了军营，酒店的餐厅成为了军队食堂，电影院被改造为测试中心，而高尔夫球场被用作阅兵场。甚至酒店的游泳池和沙滩也被征用，用于训练士兵的救生技能。迈阿密海滩的酒店房间一度同时容纳了78,000名士兵，其中包括克拉克·盖博（Clark Gable）、汉克·格林伯格（Hank Greenberg）和小富兰克林·德拉诺·罗斯福（Franklin Roosevelt, Jr.）等知名人士。据估计，迈阿密海滩这些即时可用的设施为纳税人节省了600万美元的建筑成本。
迈阿密海滩不仅提供了必要的军事训练设施，也为士兵们提供了一个相对舒适的生活环境。尽管军训严格，士兵们在迈阿密海滩的生活却并非完全沉重。在完成高强度的训练后，他们仍能在这座海滨城市享受片刻放松。许多士兵在空闲时间游泳、垂钓，甚至有机会观看娱乐表演。迈阿密海滩独特的环境使得这里的军训充满了不同寻常的氛围，以至于很多士兵后来回忆道，他们仿佛是在一个度假胜地接受训练，而非战时基地。到战争结束时，全国大约有四分之一的陆军航空队军官和五分之一的士兵都曾在这里接受训练。除了作为训练基地，迈阿密海滩还承担了战俘和退伍士兵安置的职能。约2000名曾被日军俘虏的美军飞行员，从战俘营获释后被安排在迈阿密海滩度过两周假期，以恢复身心健康。与此同时，驻扎在迈阿密海滩的美国陆军妇女兵团通信部队在情报战中亦发挥了重要的作用，她们负责破译敌方密码、分析情报，有效缩短了战争的时间，为盟军的胜利作出了贡献。
2023年，迈阿密海滩市政府通过了一项决议，正式承认二战期间美军对城市历史的重大影响，并向曾在此服役的数万名军人表达敬意。该决议还包括一项象征性的财政补偿——市政府决定向美国财政部偿还1942年至1945年期间美军租用市政设施的费用，并根据通货膨胀调整，总计420美元。

### 战后迈阿密海滩的发展
随着二战的结束，迈阿密海滩的军事功能逐渐减弱，许多曾在迈阿密海滩受训的士兵，在战后回到了这片熟悉的海滩并携家眷定居于此。许多退伍军人利用《美国军人权利法案》进入迈阿密大学就读。正是这批退伍军人推动了迈阿密海滩战后初期的经济复苏，促进了房地产业的发展，使这座城市迎来了新的繁荣时期。
1950至1960年代，迈阿密海滩的天际线发生了巨大变化，一批奢华酒店和度假村拔地而起。其中最著名的是由建筑师莫里斯·拉皮杜斯设计的芳登蓝酒店（Fontainebleau）和伊甸园洛克酒店（Eden Roc Hotel）。这些酒店以其独特的现代设计、豪华的设备以及高级的娱乐体验吸引了全球的名流和富豪。许多好莱坞明星、政治家和商界精英纷纷涌入迈阿密海滩，使其成为全球瞩目的社交与度假胜地。这一时期，迈阿密海滩也成为文化和娱乐的中心。传奇艺人如弗兰克·辛纳屈和猫王埃尔维斯·普雷斯利都曾在这里表演。
此外，迈阿密海滩因其独特的建筑风貌和海岸线，成为电影和电视节目的热门取景地，进一步提升了城市的国际影响力。战后迈阿密海滩建筑风格也随着时代的变化而演变。1950年代，迈阿密现代主义建筑（简称MiMo）兴起，这种建筑风格强调与户外环境的紧密联系。与之前的装饰艺术风格不同，MiMo建筑更加注重阳光和自然景观，特点包括全景落地窗、阳台、非对称设计、中庭、平屋顶、突出檐口、砖石窗框以及钢管和铁艺装饰等。这一当地特有的建筑风格为迈阿密海滩增添了新的视觉特色，也成为现代迈阿密建筑文化的重要部分。
二十世纪中期的繁荣奠定了迈阿密海滩的国际度假胜地地位，但到了1970至1980年代，迈阿密海滩面临经济衰退与社会动荡的困境。随着经济下滑、旅游业衰退和犯罪率上升，南海滩许多昔日辉煌的独特建筑年久失修，一些社区也逐渐失去昔日的吸引力，许多建筑被改造为廉价公寓，成为老年人和低收入群体的住所。许多退休人士和犹太家庭被温暖的气候吸引而迁入，使南海滩逐渐转变为一个非正式的退休社区，这一群体在城市经济和政治格局中发挥了重要作用。1970年代末的迈阿密海滩常住人口有超过2万老年犹太人。据估计，迈阿密海滩的犹太人数量一度可能高达7万人，到了80年代，由于当地社会治安恶化、拉丁裔人口迅速增长，导致迈阿密海滩人口结构变化，犹太人口和老年居民数量急剧下降，许多犹太人搬到了德拉海滩、沃思湖海灘和博卡拉顿。
与此同时，迈阿密海滩也受到了古巴移民潮的影响。1980年的马列尔事件导致大量古巴难民涌入，他们之中有许多贫困人士和犯罪分子，使得南海滩的人口结构进一步变化。此外，1980年代的迈阿密还成为毒品交易和犯罪的温床，哥伦比亚毒枭巴勃罗·埃斯科巴等人利用迈阿密作为毒品走私的主要枢纽，使得当地暴力犯罪激增，迈阿密海滩也因此成为治安恶化的重灾区。为了应对日益猖獗的犯罪问题，美国总统罗纳德·里根指示联邦政府对毒品犯罪展开严厉打击。最终，随着麦德林贩毒集团等犯罪组织的瓦解，迈阿密毒品战争逐渐平息，迈阿密海滩开始走向复苏。
面对南海滩日益衰败的现状，社区领袖和历史保护者开始采取行动，以拯救迈阿密海滩的建筑遗产。保护装饰艺术区建筑遗产的运动由前室内设计师芭芭拉·贝尔·卡皮特曼（Barbara Baer Capitman）领导，目前该区有一条街道以她的名字命名。他们推动成立了迈阿密海滩装饰艺术保护区，并呼吁政府加强对历史建筑的修复和保护工作。1978年，南海滩的第一批经过翻新的装饰艺术风格酒店——卡多佐酒店（Cardozo）和卡莱尔酒店（Carlyle）重新开业，标志着迈阿密海滩复兴的开始。这一保护运动吸引了投资者和开发商的关注，许多历史建筑被翻新，同时基础设施建设也得到改善。随着1990年代经济的复苏和旅游业的回暖，迈阿密海滩逐渐恢复生机，再次成为世界级的旅游目的地；而南海滩则摇身一变，成为时尚产业和上流社会的聚集地。

## 地理
迈阿密海滩本质上是一个屏障岛，位于佛罗里达大陆东侧，与迈阿密市隔着比斯坎湾相望。根据美国人口普查局的数据，迈阿密海滩的总面积约为48.5平方公里（18.7平方英里），其中陆地面积为18.2平方公里（7.0平方英里），而水域面积则达到30.2平方公里（11.7平方英里），占总面积的62.37%。这座城市不仅是美国东海岸最具标志性的滨海度假胜地之一，同时也面临着海岸侵蚀、潮汐洪水和海平面上升等严峻的自然挑战。

### 海岸管理
自20世纪初以来，随着港口航道的开辟、海堤（groynes）、防洪墙（seawalls）和疏浚工程（dredging）的建设，原本稳定的沙滩生态系统遭到了严重破坏。这些人为干预导致迈阿密海滩的海岸线经历了大规模的侵蚀，这不仅导致沿海地区更容易遭受风暴潮和洪水侵袭，同时也威胁到了依赖沙滩旅游业的当地经济。
为了应对这一问题，美国陆军工程兵团在1970年代末至1980年代初期实施了一项大规模的海滩修复计划。该项目成为美国东海岸历史上规模最大的单一海滩喂养工程。从1978年到1982年，工程兵团从多个海底砂源地开采了约9.2百万立方米的沉积物，并将其填充到迈阿密海滩沿岸的17公里范围内。这项工程的成功主要归因于以下几个因素：首先，修复区域的长度较长，使得沙滩填充的流失率降低；其次，该地区的海浪能量相对较低，有助于新填充海砂的稳定；最后，迈阿密海滩的沿岸流在南端被一个大型的防波堤所截断，从而有效地减少了沙子的流失。
尽管海滩修复工程取得了显著成效，但迈阿密海滩仍然面临着严重的潮汐洪水问题，尤其是在每年秋季的王潮期间，部分街道会出现周期性积水。迈阿密海滩的潮汐洪水问题由来已久，主要原因在于该城市的地势极低。南海滩的部分西侧地区几乎位于正常高潮线的零米高度，而整个城市的平均海拔也仅为1.3米（4.4英尺），这使得海水容易倒灌进城市街道。根据迈阿密大学的一项研究，潮汐洪水自2000年代中期开始变得更加频繁，2015年的秋季王潮水位甚至超过了预期。随着全球气候变化和海平面上升，迈阿密海滩的潮汐洪水问题正变得越来越严重，给城市基础设施和居民生活带来了巨大挑战。针对海平面上升的传统防护措施，如荷兰和新奥尔良采用的海堤（dykes）和防洪墙（seawalls），在迈阿密海滩可能难以奏效，因为该地区的地质结构以多孔的石灰岩为主，地下水可轻易渗透这些屏障，使得单纯依赖堤坝难以阻挡海水侵入。
面对海平面上升的威胁，迈阿密海滩政府于2015年启动了一项为期五年的海岸管理与城市改造计划，总投资达5亿美元。政府计划在城市各个关键区域安装60到80台高功率排水泵，以应对潮汐洪水的影响。2014年，迈阿密海滩首次安装了四台排水泵，每台泵的排水能力可达每分钟4000加仑，有效缓解了部分街道的积水问题。在海水倒灌严重的地区修建更高的海堤，同时种植红树林来增强生态屏障的防护能力。部分街道的地面高度被提高了约0.76米（2.5英尺），以减少潮汐洪水的影响。然而，这一举措也引发了一些争议，因为道路抬高后，未改造的低洼建筑变得更容易被淹没。尽管迈阿密海滩采取了一系列积极的措施来应对气候变化，但这些计划也引发了一定争议。一些居民认为，政府的行动过于缓慢，无法真正解决海平面上升的问题，主张采取更激进的防护措施，例如建立更强大的海上屏障或人工岛屿。然而，另一些人则担心政府的行动过于仓促，许多方案尚未经过充分测试，可能会带来不可预见的后果。此外，部分批评者指出，该计划在一定程度上倾向于保护迈阿密海滩的高端房地产市场，而较低收入社区的防洪保护措施相对较少。

### 气候
迈阿密海滩位于美国佛罗里达州东南沿海，根据柯本气候分类法，迈阿密海滩属于热带季风气候（Am），具有明显的干湿季分界。雨季从5月至10月，期间常有短时强降雨和午后雷暴，空气湿度较高。而旱季则从11月至次年4月，这一时期降水较少，阳光充足，空气湿度较低，气候宜人，适合户外活动和海滩旅游。全年平均气温约为27°C（80°F），夏季炎热潮湿，冬季温和宜人。夏季的最高温度通常可达32°C（90°F），而冬季的最低温度则很少低于16°C（60°F）。迈阿密海滩的气候条件使其成为全年皆宜的旅游目的地，尤其适合户外活动和海滨度假。
迈阿密海滩的降水量相对较高，每年平均降水量约为1500至1700毫米（59至67英寸），远高于美国全国平均水平的38英寸。然而，由于其地理位置的特殊性，相比于迈阿密和劳德代尔堡等邻近城市，迈阿密海滩的年降水量略低。这主要是因为其作为海岛的地理位置，减少了对流风暴的形成，使得雷暴和强降水的发生频率略低于佛罗里达州大陆部分地区。
迈阿密海滩全年阳光充足，年均日照天数高达252天，远高于美国平均水平的205天，这种充沛的阳光资源使得迈阿密海滩成为冬季避寒胜地。由于受到大西洋的调节作用，迈阿密海滩的气温波动较小，与佛罗里达州内陆相比，其夏季高温相对较低，而冬季低温则相对较高。根据美国农业部的耐寒区划分，迈阿密海滩属于11a区，年平均最低气温约为6°C（43°F）。值得注意的是，迈阿密海滩历史上从未记录过低于0°C（32°F）的气温，这意味着这里极少出现霜冻现象，植物生长条件十分优越。
由于迈阿密海滩临近大西洋和墨西哥湾的交汇区域，它极易受到飓风和热带风暴的影响，几乎每年都要面临大西洋飓风季的挑战。每年的飓风季通常从6月开始，一直持续到11月，最活跃的时期通常在8月至10月。飓风不仅会带来强风和暴雨，还可能引发沿海风暴潮，导致海水倒灌，进而引发严重的洪涝灾害。历史上，该地区曾遭受多次飓风袭击，其中包括1906年佛罗里达礁岛群飓风、1926年迈阿密飓风、1935年洋基飓风、1941年佛罗里达飓风、1948年迈阿密飓风、1950年的飓风金以及1964年的飓风克利奥。除此之外，迈阿密海滩也曾受到多次飓风的间接影响，包括1945年霍姆斯特德飓风、1965年飓风贝琪、1966年飓风伊内兹、1992年飓风安德鲁、1999年飓风艾琳、2001年飓风米歇尔、2005年飓风卡特里娜和飓风威尔玛，以及2017年飓风艾尔玛。

## 人口
| 调查年                                                        | 人口   | 备注 | %±     |
| ------------------------------------------------------------- | ------ | ---- | ------ |
| 1920                                                          | 644    |      | —      |
| 1930                                                          | 6,494  |      | 908.4% |
| 1940                                                          | 28,012 |      | 331.4% |
| 1950                                                          | 46,282 |      | 65.2%  |
| 1960                                                          | 63,145 |      | 36.4%  |
| 1970                                                          | 87,072 |      | 37.9%  |
| 1980                                                          | 96,298 |      | 10.6%  |
| 1990                                                          | 92,639 |      | −3.8%  |
| 2000                                                          | 87,933 |      | −5.1%  |
| 2010                                                          | 87,779 |      | −0.2%  |
| 2020                                                          | 82,890 |      | −5.6%  |
| 2023年估计                                                    | 79,607 |      | −4.0%  |
| U.S. Decennial Census 1920–1970 1980 1990 2000 2010 2020 2023 |        |      |        |

截至2022年，迈阿密海滩的总人口约为82,400人，居民的中位年龄为42.3岁。相较于2021年，人口从83,469人下降至82,400人，减少了1.28%。在人口减少的同时，该市的家庭收入水平却有显著增长，从59,162美元增长到65,116美元，增幅达10.1%，这一趋势可能反映了迈阿密海滩日益高端化的住房市场以及财富集中的特点。种族构成方面，非拉丁裔白人占比最高，约为34.7%；其次是拉丁裔白人，占比26.9%；另外，混血拉丁裔群体占17.5%，其他拉丁裔群体占10.1%，而非拉丁裔的非裔美国人则占3.45%。尽管该市有大量西班牙语居民，但在迈阿密海滩的家庭中，英语仍然是主要的交流语言。迈阿密海滩的居民以美国公民为主，占比达到74.1%。
迈阿密海滩的人口在1990年达到历史峰值，当时总人口为92,296人。然而，自1990年以来，该市的人口持续下降，到2022年已降至82,400人。这一趋势在2020年人口普查数据中已初见端倪，该市人口从2010年的87,779人下降至2020年的82,890人，十年间减少了5.6%。佛罗里达州在同一时期经历了显著的人口增长，2020年至2022年间，该州增加了超过70万居民，而迈阿密海滩的人口却在持续减少。迈阿密海滩人口减少的主要原因之一是房屋政策的变化，近年来该市的城市规划和分区政策逐渐倾向于短期租赁和度假住房，而非支持长期居民居住，这使得越来越多的私人房屋被用作度假屋或投资用途。同时，迈阿密海滩的房地产价格和房地产税持续上涨，使得中产阶级家庭难以负担居住成本，导致部分长期居民选择搬离，迁往更适宜居住的周边城市或州内其他地区。除了房地产价格，迈阿密海滩的整体生活成本也在上升，包括各类食品、服务和日常开销。
迈阿密海滩的人口结构在过去几十年间发生了显著变化。1980年，该市的非拉丁裔白人占比高达76.2%，但到了2020年，这一比例已降至40.1%。与此同时，拉丁裔人口的占比从1980年的22.2%增长至2020年的50.6%，拉美裔人口逐渐成为该城市的主要群体。其他族群的占比相对稳定，例如非裔美国人的比例一直保持在3%左右，亚裔和太平洋岛民的比例略有上升，从1980年的0.9%增长到2020年的2.0%。

## 景点
- 巴斯博物馆（Bass Museum）

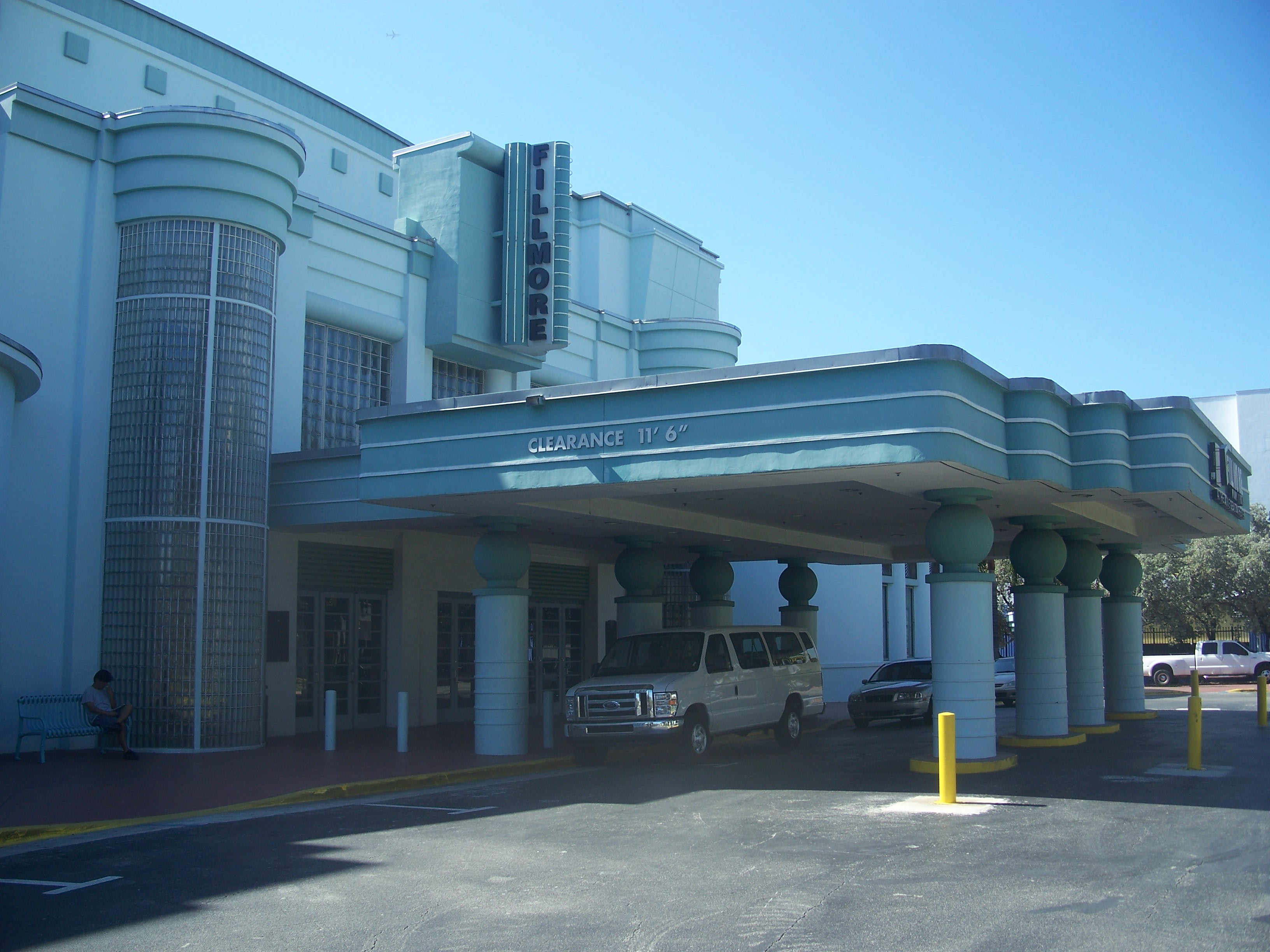

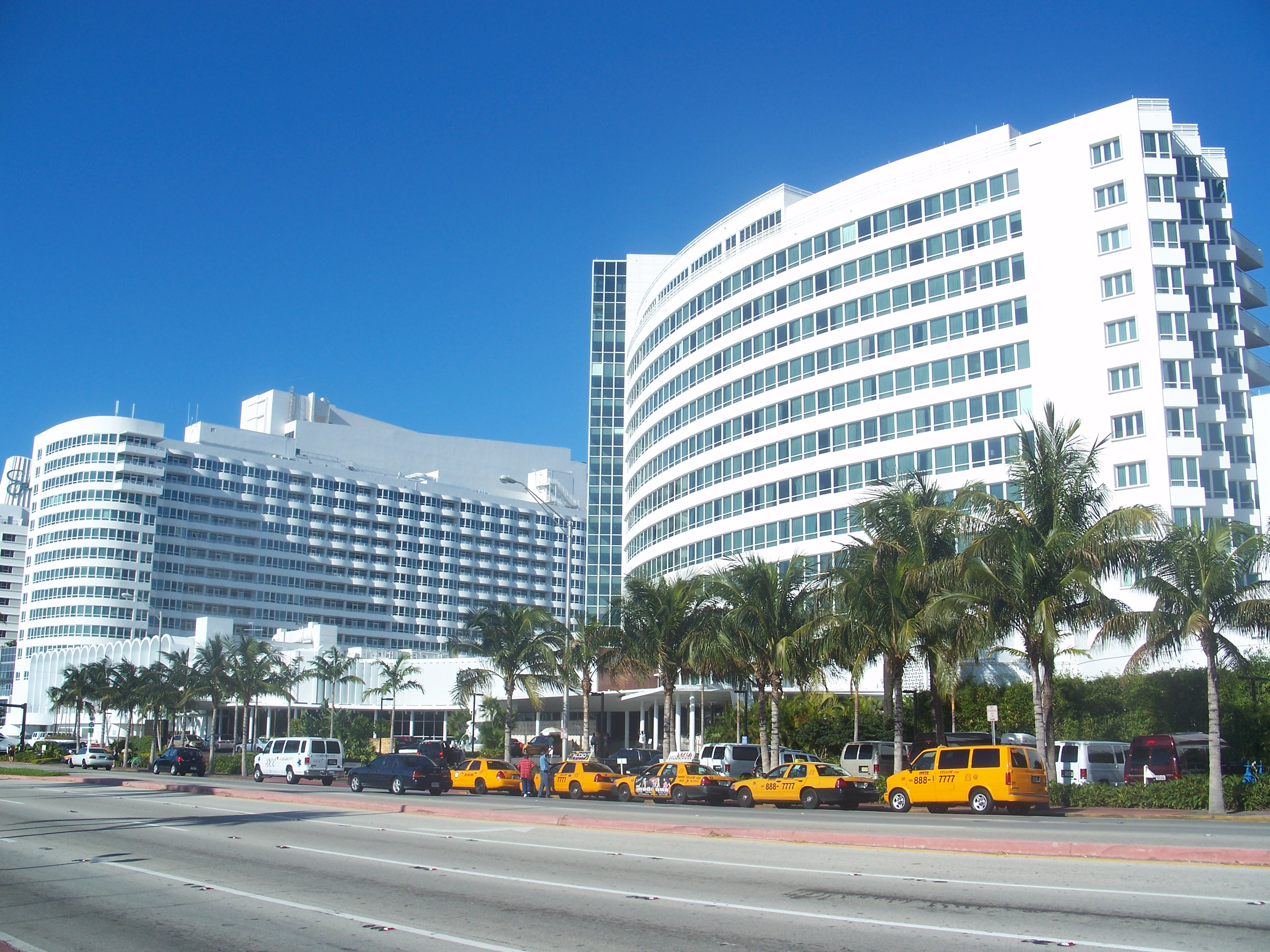
枫丹白露

- 伊甸岩迈阿密海滩酒店（Eden Roc Miami Beach Hotel）
- 弗拉格勒纪念碑岛（Flagler Monument Island）
- 枫丹白露迈阿密海滩（Fontainebleau Miami Beach）
- 木麻黄之家（Casa Casuarina，卡苏阿瑞纳别墅），即范思哲大宅（Versace Mansion）
- 大迈阿密犹太人联合会大屠杀纪念馆（Holocaust Memorial of the Greater Miami Jewish Federation）
- 佛罗里达犹太博物馆（Jewish Museum of Florida）
- 林肯路（Lincoln Road）
- 迈阿密海滩建筑区（Miami Beach Architectural District）
- 迈阿密海滩植物园（Miami Beach Botanical Garden）
- 北海滩（North Beach (Miami Beach)）
- 海洋大道（Ocean Drive）
- 南海滩（South Beach）
- 世界色情艺术博物馆（World Erotic Art Museum）

## 姐妹城市
迈阿密海滩有11个姐妹城市：
- 巴西福塔雷萨[36]
- 加拿大布兰普顿[37]
- 哥伦比亚圣玛尔塔
- 捷克捷克克鲁姆洛夫
- 以色列纳哈里亚
- 義大利佩斯卡拉
- 日本藤泽市
- 墨西哥科苏梅尔
- 秘魯伊卡
- 西班牙阿尔蒙特
- 西班牙马尔韦利亚